# Râul Țiganu, Iaz
Râul Țiganu este un curs de apă, afluent al râului Iaz. 